# Tŕstie (Stolické vrchy)
Tŕstie (1120,9 m n. m.) je rozložitý stolový vrchol ležící na Slovensku v centrální části Stolických vrchů a je dominantou stejnojmenného podcelku. Leží cca 4 km JV od města Tisovec.
Vrcholová část Tŕstie je tvořena náhorní plošinou se zachovaným vrchovištním rašeliništěm, které je od roku 1980 zařazeno mezi chráněná maloplošná území Národního parku Muránska planina pod názvem Přírodní rezervace Tŕstie.

## Přístup
Pod vrchol vedou značené chodníky:
- červená značka z:
  - rozcestí Kvakov vršok
  - z obce Muráň přes sedlo Korimovo
- zelená značka z:
  - Rimavské Píly
  - Krokavy
- žlutá značka z Tisovce [2]